# Самош (река)
Самош (Сомеш; мађ. Szamos, рум. Someş) је река Румуније и Мађарске. Самош има два извора, један је Велики Самош који извире у Родна планинама Бистрица-Насауд жупаније, а други је Мали Самош који извире у Апусени планинама код града Клужа. 

## Ток реке
- Мали Самош настаје од две реке и то од Топлог Самоша Someşul Cald и Хладног Самоша Someşul Rece. Са изворишних Карпата Трансилваније у Румунији ток реке иде поред румунских градова Деж, Сату Маре и улива се у реку Тису код Вашарошнамења у Мађарској.
- Дужина целокупног тока реке је 465 km а самог Самоша, не рачунајући две изворишне реке, је 297 km (од тога је 246 km у Румунији а 51 km у Мађарској),
- Површина развођа је 15.882 km² (од тога је 15.217 km² у Румунији а 665 km² у Мађарској).

## Историја
Река Самош је историјски позната под именом Самус (лат. Samus), 